# Mistrovství světa v dráhové cyklistice
Mistrovství světa v dráhové cyklistice je vrcholná akce v dráhové cyklistice organizovaná Mezinárodní cyklistickou unií (Union Cycliste Internationale) (UCI). Vítězové v jednotlivých disciplínách se stávají mistrem světa a mají právo/povinnost (dle podmínek stanovených pravidly) oblékat během následujícího roku mistrovský, tzv. duhový trikot - bílý dres s vodorovnými pruhy barvy modré, červené, černé, žluté a zelené.
Mistrovství zahrnuje disciplíny: sprint, keirin, pevný kilometr, týmový sprint, stíhací závod jednotlivců, stíhací závod družstev, bodovací závod jednotlivců, hladký závod (scratch), bodovací závod dvojic (madison) a omnium. Soutěže jsou rozděleny na mužské a ženské, závody žen ve většině disciplín mají kratší délku.
První mistrovství světa se uskutečnilo v roce 1893 v Chicagu. Koná se každý rok, výjimkou byly roky válečné. Je pořádáno v jednom místě a čase společně pro muže a ženy.

## Přehled světových šampionátů
| Poř. | Rok     | Místo                  | Velodrom                                   |
| ---- | ------- | ---------------------- | ------------------------------------------ |
| 1.   | MS 1893 | Chicago                |                                            |
| 2.   | MS 1894 | Antverpy               |                                            |
| 3.   | MS 1895 | Kolín nad Rýnem        |                                            |
| 4.   | MS 1896 | Kodaň                  |                                            |
| 5.   | MS 1897 | Glasgow                | Celtic Park                                |
| 6.   | MS 1898 | Vídeň                  |                                            |
| 7.   | MS 1899 | Montreal               |                                            |
| 8.   | MS 1900 | Paříž                  |                                            |
| 9.   | MS 1901 | Berlín                 |                                            |
| 10.  | MS 1902 | Řím                    |                                            |
| 11.  | MS 1903 | Kodaň                  |                                            |
| 12.  | MS 1904 | Londýn                 | Crystal Palace                             |
| 13.  | MS 1905 | Antverpy               |                                            |
| 14.  | MS 1906 | Ženeva                 |                                            |
| 15.  | MS 1907 | Paříž                  |                                            |
| 16.  | MS 1908 | Berlín                 |                                            |
| 17.  | MS 1909 | Kodaň                  |                                            |
| 18.  | MS 1910 | Brusel                 |                                            |
| 19.  | MS 1911 | Řím                    |                                            |
| 20.  | MS 1912 | Newark                 | Newark Velodrome                           |
| 21.  | MS 1913 | Lipsko                 |                                            |
| 22.  | MS 1914 | Kodaň                  |                                            |
| 23.  | MS 1920 | Antverpy               |                                            |
| 24.  | MS 1921 | Kodaň                  |                                            |
| 25.  | MS 1922 | Paříž                  |                                            |
| 26.  | MS 1923 | Curych                 |                                            |
| 27.  | MS 1924 | Paříž                  |                                            |
| 28.  | MS 1925 | Amsterdam              |                                            |
| 29.  | MS 1926 | Milán                  |                                            |
| 30.  | MS 1927 | Kolín nad Rýnem        |                                            |
| 31.  | MS 1928 | Budapešť               | Millenáris Sporttelep                      |
| 32.  | MS 1929 | Curych                 |                                            |
| 33.  | MS 1930 | Brusel                 |                                            |
| 34.  | MS 1931 | Kodaň                  |                                            |
| 35.  | MS 1932 | Řím                    |                                            |
| 36.  | MS 1933 | Paříž                  |                                            |
| 37.  | MS 1934 | Lipsko                 |                                            |
| 38.  | MS 1935 | Brusel                 |                                            |
| 39.  | MS 1936 | Curych                 |                                            |
| 40.  | MS 1937 | Kodaň                  |                                            |
| 41.  | MS 1938 | Amsterdam              | Olympijský stadion                         |
| 42.  | MS 1939 | Milán                  | Velodromo Vigorelli                        |
| 43.  | MS 1946 | Curych                 | Oerlikon Velodrome                         |
| 44.  | MS 1947 | Paříž                  |                                            |
| 45.  | MS 1948 | Amsterdam              |                                            |
| 46.  | MS 1949 | Kodaň                  | Ordrup Velodrome                           |
| 47.  | MS 1950 | Lutych                 | Stade Vélodrome de Rocourt                 |
| 48.  | MS 1951 | Milán                  | Velodromo Vigorelli                        |
| 49.  | MS 1952 | Paříž                  | Parc des Princes                           |
| 50.  | MS 1953 | Curych                 | Oerlikon Velodrome                         |
| 51.  | MS 1954 | Kolín nad Rýnem        | Köln Arena                                 |
| 51.  | MS 1954 | Wuppertal              | Stadion am Zoo                             |
| 52.  | MS 1955 | Milán                  | Velodromo Vigorelli                        |
| 53.  | MS 1956 | Kodaň                  | Ordrup Velodrome                           |
| 54.  | MS 1957 | Lutych                 | Stade Vélodrome de Rocourt                 |
| 55.  | MS 1958 | Paříž                  | Parc des Princes                           |
| 56.  | MS 1959 | Amsterdam              | Olympijský stadion                         |
| 57.  | MS 1960 | Lipsko                 | Alfred-Rosch-Kampfbahn                     |
| 57.  | MS 1960 | Chemnitz               | Chemnitz Velodrome                         |
| 58.  | MS 1961 | Curych                 | Oerlikon Velodrome                         |
| 59.  | MS 1962 | Milán                  | Velodromo Vigorelli                        |
| 60.  | MS 1963 | Lutych                 | Stade Vélodrome de Rocourt                 |
| 61.  | MS 1964 | Paříž                  | Parc des Princes                           |
| 62.  | MS 1965 | San Sebastián          | Velódromo de Anoeta                        |
| 63.  | MS 1966 | Frankfurt nad Mohanem  | Commerzbank-Arena                          |
| 64.  | MS 1967 | Amsterdam              | Olympijský stadion                         |
| 65.  | MS 1968 | Řím                    | Olympic Velodrome                          |
| 65.  | MS 1968 | Montevideo             | Americo Ricaldoni                          |
| 66.  | MS 1969 | Antverpy               | Sportpaleis                                |
| 66.  | MS 1969 | Brno                   | Velodrom Brno                              |
| 67.  | MS 1970 | Leicester              | Saffron Lane sports centre                 |
| 68.  | MS 1971 | Varese                 | Luigi Ganna Velodrome                      |
| 69.  | MS 1972 | Marseille              | Stade Vélodrome                            |
| 70.  | MS 1973 | San Sebastián          | Velódromo de Anoeta                        |
| 71.  | MS 1974 | Montreal               | Université de Montréal velodrome           |
| 72.  | MS 1975 | Lutych                 | Stade Vélodrome de Rocourt                 |
| 73.  | MS 1976 | Monteroni di Lecce     | Ulivi Velodrome                            |
| 74.  | MS 1977 | San Cristóbal          | José de Jesús Mora Figueroa Velodrome      |
| 75.  | MS 1978 | Mnichov                | Radstadion                                 |
| 76.  | MS 1979 | Amsterdam              | Sloten Velodrome                           |
| 77.  | MS 1980 | Besançon               | Stade Léo Lagrange                         |
| 78.  | MS 1981 | Brno                   | Velodrom Brno                              |
| 79.  | MS 1982 | Leicester              | Saffron Lane sports centre                 |
| 80.  | MS 1983 | Curych                 | Oerlikon Velodrome                         |
| 81.  | MS 1984 | Barcelona              | Velòdrom d'Horta                           |
| 82.  | MS 1985 | Bassano del Grappa     | Stadio Rino Mercante                       |
| 83.  | MS 1986 | Colorado Springs       | 7-Eleven USOTC Velodrome                   |
| 84.  | MS 1987 | Vídeň                  | Ferry-Dusika-Hallenstadion                 |
| 85.  | MS 1988 | Gent                   | Blaarmeersen                               |
| 86.  | MS 1989 | Lyon                   | Tête d'Or (Georges Prévéral) Velodrome     |
| 87.  | MS 1990 | Maebaši                | Green Dome Maebashi                        |
| 88.  | MS 1991 | Stuttgart              | Hanns-Martin-Schleyer-Halle                |
| 89.  | MS 1992 | Valencie               | Luis Puig Palace                           |
| 90.  | MS 1993 | Hamar                  | Vikingskipet                               |
| 91.  | MS 1994 | Palermo                | Paolo Borsellino Velodrome                 |
| 92.  | MS 1995 | Bogotá                 | Velódromo Luis Carlos Galán                |
| 93.  | MS 1996 | Manchester             | Manchester Velodrome                       |
| 94.  | MS 1997 | Perth                  | Perth SpeedDome                            |
| 95.  | MS 1998 | Bordeaux               | Vélodrome de Bordeaux                      |
| 96.  | MS 1999 | Berlín                 | Berlin Velodrome                           |
| 97.  | MS 2000 | Manchester             | Manchester Velodrome                       |
| 98.  | MS 2001 | Antverpy               | Sportpaleis                                |
| 99.  | MS 2002 | Ballerup               | Ballerup Super Arena                       |
| 100. | MS 2003 | Stuttgart              | Hanns-Martin-Schleyer-Halle                |
| 101. | MS 2004 | Melbourne              | Hisense Arena                              |
| 102. | MS 2005 | Los Angeles            | VELO Sports Center                         |
| 103. | MS 2006 | Bordeaux               | Vélodrome de Bordeaux                      |
| 104. | MS 2007 | Palma de Mallorca      | Palma Arena                                |
| 105. | MS 2008 | Manchester             | Manchester Velodrome                       |
| 106. | MS 2009 | Pruszków               | BGŻ Arena                                  |
| 107. | MS 2010 | Ballerup               | Ballerup Super Arena                       |
| 108. | MS 2011 | Apeldoorn              | Omnisport Apeldoorn                        |
| 109. | MS 2012 | Melbourne              | Hisense Arena                              |
| 110. | MS 2013 | Minsk                  | Minsk Arena                                |
| 111. | MS 2014 | Cali                   | Velódromo Alcides Nieto Patiño             |
| 112. | MS 2015 | Paříž                  | Vélodrome de Saint-Quentin-en-Yvelines     |
| 113. | MS 2016 | Londýn                 | Lee Valley VeloPark                        |
| 114. | MS 2017 | Hongkong               | Hong Kong Velodromea                       |
| 115. | MS 2018 | Apeldoorn              | Omnisport Apeldoorn                        |
| 116. | MS 2019 | Pruszków               | BGŻ Arena                                  |
| 117. | MS 2020 | Berlín                 | Berlin Velodrome                           |
| 118. | MS 2021 | Roubaix                | Velodrome Couvert Regional Jean-Stablinski |
| 119  | MS 2022 | Montigny-le-Bretonneux | Vélodrome de Saint-Quentin-en-Yvelines     |
| 120  | MS 2023 | Glasgow                | Sir Chris Hoy Velodrome                    |
| 121  | MS 2024 | Ballerup               | Ballerup Super Arena                       |